# Ciudad Mendoza
Ciudad Mendoza – miasto w Meksyku, w stanie Veracruz.